# Platambus confusus
Platambus confusus är en skalbaggsart som först beskrevs av Willis Blatchley 1910.  Platambus confusus ingår i släktet Platambus och familjen dykare. Inga underarter finns listade i Catalogue of Life.